# Mộ Dung

họ Mộ Dung viết bằng chữ Hán

Mộ Dung (chữ Hán: 慕容, Bính âm: Murong, Việt bính: Mou6 jung4) là một họ của người Trung Quốc. Mộ Dung là một trong 60 họ kép (gồm hai chữ) trong danh sách Bách gia tính. Đây là một họ khá hiếm ở Trung Quốc và nó được biết đến nhiều nhất vì là họ của tộc người Tiên Ti thời Ngũ Hồ thập lục quốc, có lai lịch từ Mộ Dung bộ thời Tam Quốc.

## Người Trung Quốc họ Mộ Dung nổi tiếng
- Các vua nước Tiền Yên (337-370) bắt đầu từ Mộ Dung Hoảng
- Các vua nước Hậu Yên (383-407) bắt đầu từ Mộ Dung Thùy
- Các vua nước Tây Yên (384-394) bắt đầu từ Mộ Dung Hoằng
- Các vua nước Nam Yên (398-410) bắt đầu từ Mộ Dung Đức

## Nhân vật hư cấu
- Mộ Dung Phục (慕容復), nhân vật trong Thiên Long bát bộ
- Mộ Dung Bác, nhân vật trong thiên long bát bộ, dòng dõi hoàng gia Mộ Dung của 4 nước Yên thời kỳ Ngũ Hồ loạn hoa, cha đẻ Mộ Dung Phục
- Mộ Dung Tùng Lâm, nhân vật trong Thất hiệp ngũ nghĩa, người đứng đầu Mộ Dung thế gia, nổi tiếng với tuyệt kỹ Đoạt mệnh song thương
- Mộ Dung Tử Vân, nhân vật trong Thất hiệp ngũ nghĩa do nữ diễn viên Từ Hy Nhan thủ vai, con gái của Mộ Dung Tùng Lâm,
- Mộ Dung Thế Lan (慕容世蘭), nhân vật Hoa phi trong tiểu thuyết Hậu cung Chân Huyên truyện,  nguyên mẫu của nhân vật Hoa phi Niên Thế Lan trong phim truyền hình cung đấu Hậu cung Chân Hoàn truyện.
- Mộ Dung Cao Củng, nhân vật vua trong tiểu thuyết Phù Đồ Tháp của tác giả Vưu Tứ Tỷ trong phim Phù Đồ Duyên.